# Pleure
Pleure là một xã của tỉnh Jura, thuộc vùng Bourgogne-Franche-Comté, miền đông nước Pháp.

## Dân số
At the 1999 census, xã này có dân số là 346. The estimate for là 407.